# Salvador Dalí

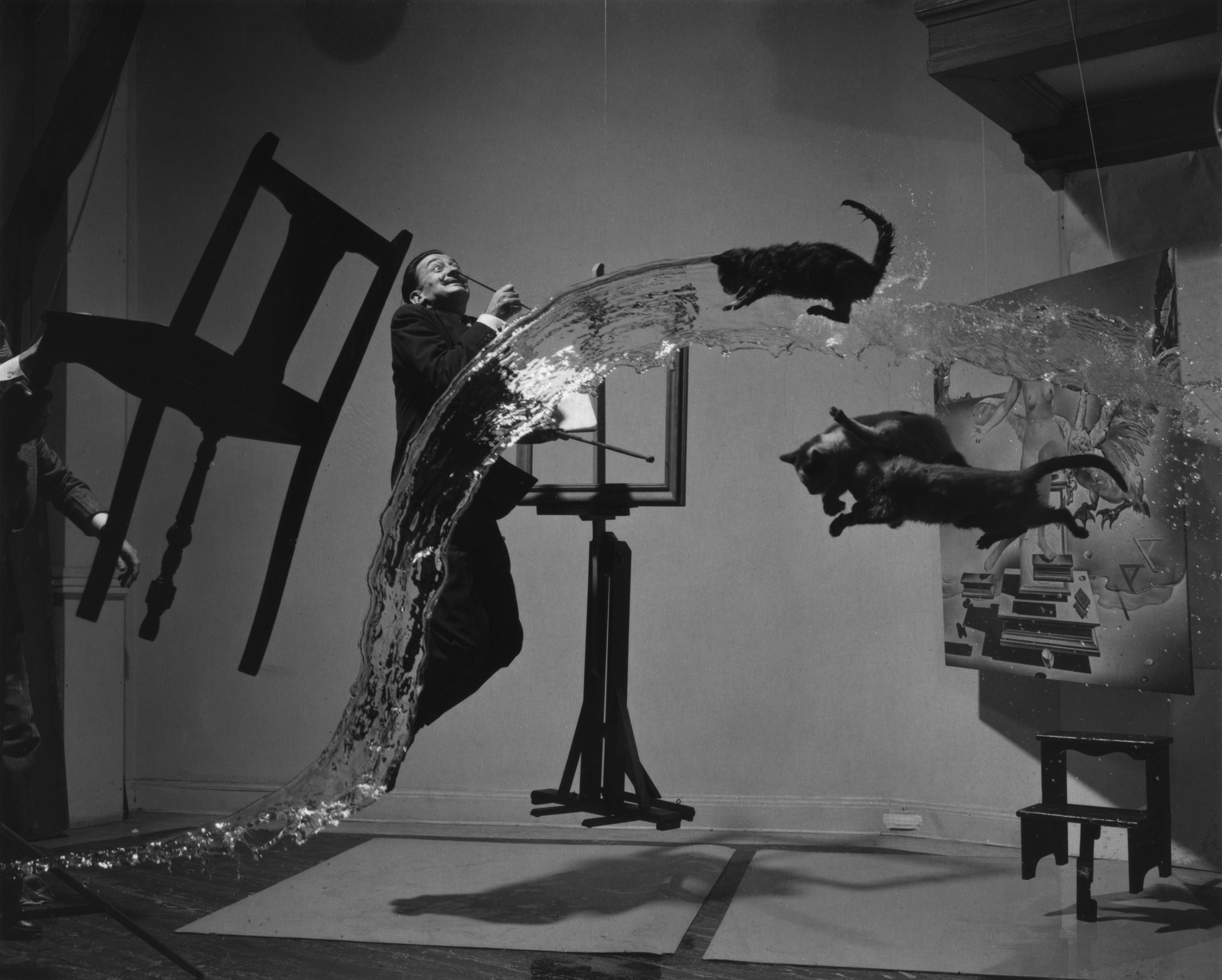
Dali Atomicus – zdjęcie wykonane w 1948 przez Philippe’a Halsmana

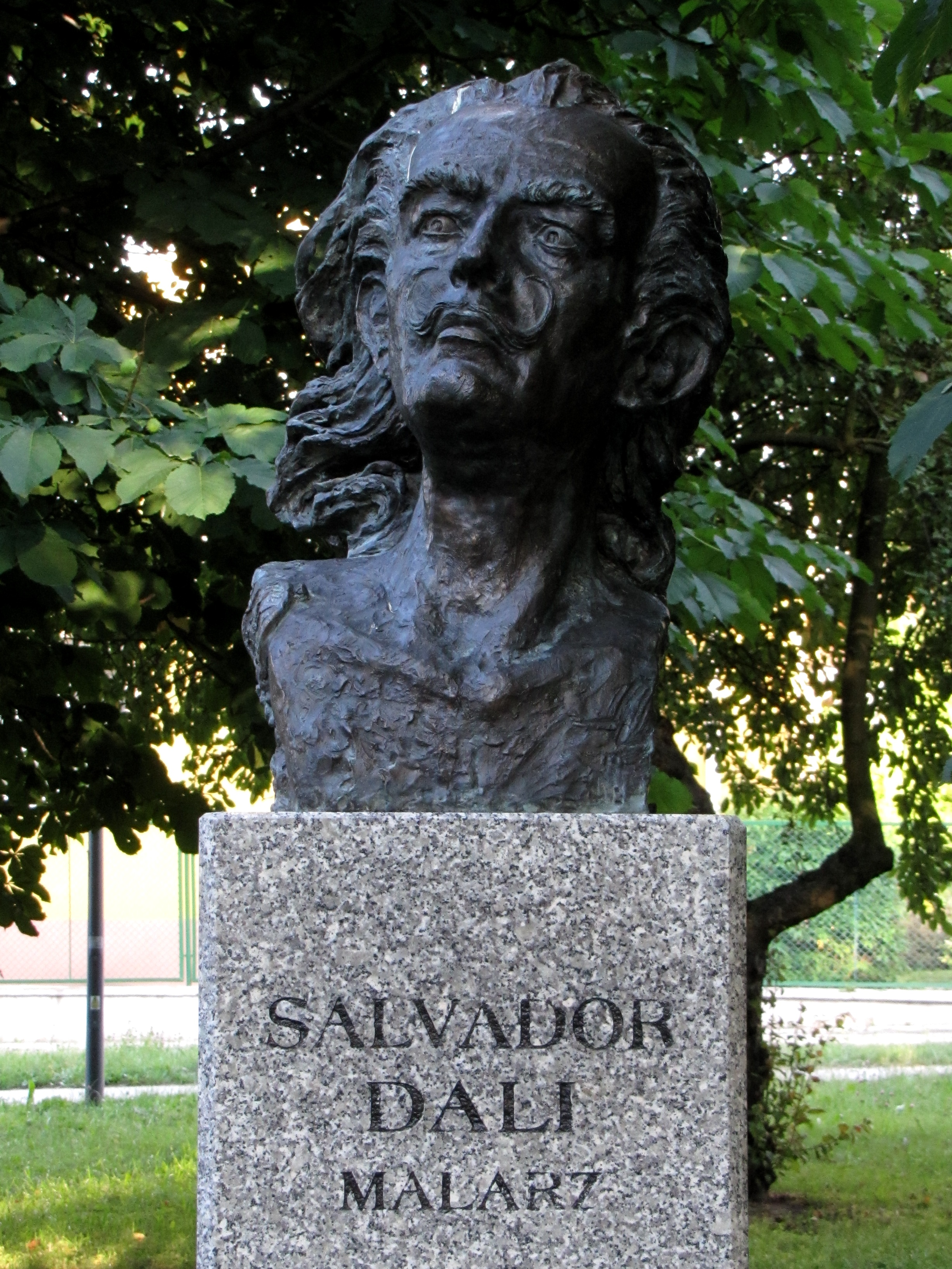
Popiersie Salvadora Dalí w Alei Sław na Skwerze Harcerskim w Kielcach

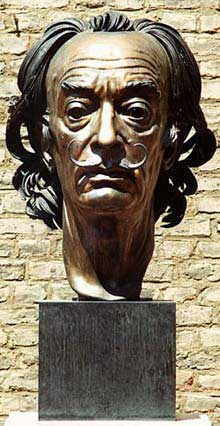
Portret Salvadora Dalí wykonany przez Arno Brekera

Salvador Domingo Felipe Jacinto Dalí i Domènech, marqués de Dalí de Púbol (ur. 11 maja 1904 w Figueres, zm. 23 stycznia 1989 tamże) – hiszpański malarz, jeden z najbardziej znanych surrealistów.
Jest jednym z bardziej rozpoznawalnych artystów XX wieku. Postrzegany bywał jako skrajny ekscentryk, wymyślił własną metodę surrealistyczną zwaną „paranoiczno-krytyczną”.

## Życiorys
Urodził się 11 maja 1904 roku w małym mieście Figueres w Katalonii, w północno-wschodniej Hiszpanii, w rodzinie notariusza. Artystyczny talent Salvadora widoczny był już w dzieciństwie. Lekcje rysunku zaczął pobierać w wieku dziesięciu lat, a mając lat czternaście zaczął z sukcesem wystawiać swoje obrazy. Jego pierwsze zauroczenie sztuką wiązało się z impresjonizmem, który poznawał dzięki znajomemu ojca, przyjacielowi Picassa, katalońskiemu artyście malującemu w stylu impresjonistycznym, Ramonowi Pichotowi. W wieku 23 lat dostał od ojca prasę drukarską.
W 1921 r. Dalí rozpoczął studia w Królewskiej Akademii Sztuki w Madrycie. Dwa razy został wydalony, nigdy też nie podszedł do egzaminów końcowych. Uważał, że jest lepiej wykwalifikowany niż osoby, które miałyby go egzaminować. W okresie tym interesował się malarstwem prerafaelitów i malarstwem metafizycznym Giorgia de Chirica.
Podczas pierwszej wizyty w Paryżu w 1927 roku, Dali spotkał się z Picassem w jego atelier. Picasso pokazywał mu swoje obrazy, które wywarły na Dalím wielkie wrażenie. Później jednak Salvador powiedział, że jeden jego obraz jest więcej wart niż wszystkie obrazy Picassa.
W 1928 przeprowadził się do Paryża. Za wstawiennictwem Joana Miró, Salvador Dalí stał się pełnoprawnym członkiem grupy surrealistów. Skupiali się oni wokół André Bretona, twórcy trzech Manifestów surrealizmu, z których pierwszy ukazał się w 1924 roku. André Breton pełnił rolę przywódcy grupy jako twórca teorii surrealizmu. W 1928 powstał pierwszy obraz Dalego uznawany za surrealistyczny: Miód jest słodszy od krwi. Dalí w krótkim czasie stał się znaczącą postacią w tej grupie. Jednak w 1934 został wykluczony z grupy – zarzucano mu popieranie faszyzmu, a także chciwość.
Od 1929 roku Dalí zajął się surrealizmem, który miał uczynić go sławnym. Ta fascynacja prowadziła do świata podświadomości przywoływanego podczas snu.
Surrealizm bazował na teorii filozoficznej twórcy psychoanalizy Sigmunda Freuda. Obraz płonących żyraf czy topniejących zegarów stał się znakiem firmowym artysty. Dalí już na tym etapie twórczości znajdował inspiracje także wśród dzieł wielkich malarzy dawnych stuleci, szczególnie epoki renesansu.
Poznanie Gali w 1929 miało wielki wpływ na życie i twórczość artysty. Gala, czyli Helena Diakonova, była rosyjską imigrantką, starszą od Dalego o 10 lat. Kiedy ją poznał, była żoną poety Paula Eluarda. Gala odeszła od męża wybierając życie z Dalím. W roku 1932 rozwiodła się z Paulem Eluardem, a dwa lata później wzięła z Dalím ślub cywilny w Paryżu, a w 1958 r. ślub kościelny. Stała się jego towarzyszką, muzą, miłością, modelką, opiekowała się również finansami artysty. Najważniejsze jest jednak to, że stała się czynnikiem stabilizującym jego życie. To ona kierowała Dalím w 1930 roku podczas wystaw w Europie i Stanach Zjednoczonych, które zakończyły się sukcesem.
W 1933 roku Salvador Dalí miał pierwszą indywidualną wystawę w Nowym Jorku. Rok później odwiedził ponownie Stany Zjednoczone, dzięki pożyczce w wysokości 500 dolarów otrzymanej od Pabla Picassa. W latach II wojny światowej osiadł w Stanach Zjednoczonych. Odbył się tam szereg głośnych wystaw, między innymi retrospektywa surrealistów w Muzeum Sztuki Nowoczesnej w Nowym Jorku. Poza tworzeniem wielu wywierających silne wrażenie obrazów, Dalí skupiał uwagę mediów dzięki odgrywaniu roli surrealistycznego błazna. Znacznie się wzbogacił, co André Breton skwitował pogardliwie, tworząc anagram od jego imienia i nazwiska Avida Dollars (chciwy na dolary).
Dalí stał się modny wśród amerykańskich wyższych sfer. Sławy takie jak Jack Warner, Claire Dux czy Helena Rubinstein zamawiały u niego portrety. Dalí wziął udział w filmie Alfreda Hitchcocka Urzeczona (1945), wracając niejako do korzeni, gdyż jego przygoda z kinem zaczęła się w 1928 r. od współpracy z Luisem Buñuelem nad filmem Pies andaluzyjski. Zajmował się również projektowaniem biżuterii oraz odzieży dla Coco Chanel.
W 1948 r. Dalí wraz z Galą wrócili do Europy, spędzali większość czasu w rezydencjach w Hiszpanii i Francji. Dalí zaczął rozwijać swe zainteresowania nauką, szczególnie psychologią i historią, wiedzę czerpał z pism naukowych. Wykorzystywał ją w swojej sztuce, ale także sięgał do źródeł religijnych, szczególnie interesował się mistycyzmem. Wyraźne są też u Dalego odwołania do wielkich mistrzów malarstwa, takich jak Rafael, Velázquez, czy Ingres.
W 1958 roku Dalí namalował swój pierwszy obraz historyczny, ilustrujący jedną z legend hiszpańskich. W następnych latach powstały dalsze obrazy, najczęściej o monumentalnych rozmiarach sceny historyczne, jak np. „Bitwa pod Tetouanem” z 1962 o wymiarach 308 × 406 cm (Tokyo, Mori Art Museum). Dzieła te charakteryzowały się przesadnym realizmem i dbałością o szczegóły. W epoce królującego abstrakcjonizmu – obrazy Dalego z tego okresu nie były cenione.
Zaprojektował logo marki lizaków Chupa Chups w 1969 roku.
Z początkiem lat 70. już niemal nic nie malował, jednakże zajmował się organizowaniem swojego muzeum. W 1974 r. Dalí otworzył zaprojektowane przez siebie muzeum – Teatro Museo Dalí w rodzinnym mieście Figueres. Gmach został urządzony z ruin teatru zbombardowanego podczas hiszpańskiej wojny domowej. Wybór miejsca był nieprzypadkowy gdyż, jak twierdził Dalí, „całe jego życie było teatrem”. Obok obrazów i instalacji Dalego w Muzeum znajdują się dzieła jego przyjaciół m.in. Ernsta Fuchsa, Arna Brekera czy Antoniego Pitxota.
Dalí wypowiedział wiele komentarzy na temat sztuki, w tym i taki: „Aby być surrealistą, trzeba spędzić całe swoje życie na malowaniu oczu i nosów”.
W 1980 roku, w wieku 76 lat, stan zdrowia Dalego gwałtownie się pogorszył i leczono go z depresji, uzależnienia od leków i objawów podobnych do choroby Parkinsona, w tym silnego drżenia prawej ręki. Pojawiły się również zarzuty, że Gala dostarczała Dalíemu leki na podstawie własnych recept.
10 czerwca 1982 roku zmarła Gala. W maju 1983 r. Dalí namalował swój ostatni obraz, „Jaskółczy ogon”.
Od początku 1984 roku depresja Dalego pogłębiała się, odmawiał jedzenia, co doprowadziło do poważnego niedożywienia.
Schorowany, zmarł 23 stycznia 1989 roku i został pochowany w Figueres.

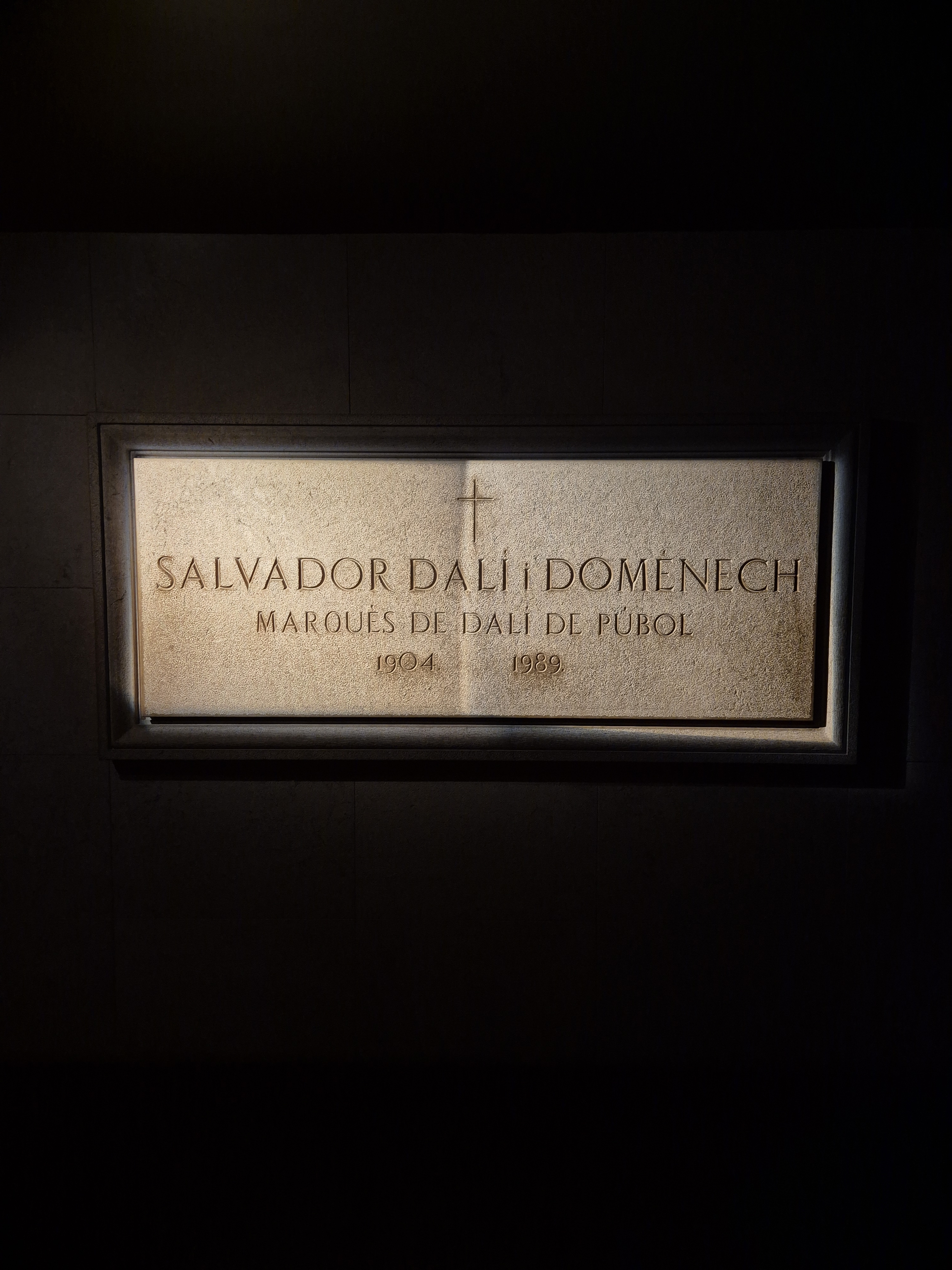
Grób Salvadora Dalego w Teatro-Museu Dalí de Figueres w Figueres

W 2015 r. Maria Pilar Abel Martinez wniosła do sądu sprawę o ustalenie ojcostwa, jako ojca wskazując Dalego. Z powodu braku osobistych przedmiotów po artyście, 26 czerwca 2017 r. sąd w Madrycie nieprawomocnie zdecydował o ekshumacji ciała Salvadora Dalego w celu uzyskania próbki genetycznej do ustalenia ojcostwa. Wyniki ekshumacji wykazały brak pokrewieństwa pomiędzy nimi.

## Poglądy
Dalí, w przeciwieństwie do wielu innych artystów swych czasów (np. komunisty Picassa) był zwolennikiem konserwatyzmu, elitaryzmu i monarchii. Buntował się przeciwko kultowi przeciętności. Krytykował także pacyfizm i anarchię. Również w odniesieniu do sztuki cechowała go postawa antymodernistyczna. W swych „Myślach i anegdotach” wyraził między innymi myśl, że „od 1900 roku nie powstało nic wielkiego”.

## Wpływ na sztukę współczesną
Sztuka Dalíego stała się już za jego życia znakiem handlowym, wielką ikoną mediów. Współcześnie można odnotować dużą popularność Dalíego w Polsce. Krytycy sztuki osadzają jego twórczość w kontekście innych twórców surrealizmu, takich jak: Giorgio de Chirico, René Magritte, Max Ernst, Hans Arp, Joan Miró, Francis Picabia, Yves Tanguy, Óscar Domínguez.
Jego obraz „Trwałość pamięci”, znany także jako „Miękkie zegary”, stał się symbolem surrealizmu. Obraz ten powstał, gdy Dalí po zakończonej kolacji i wyjściu gości siedział i myślał o miękkości sera camembert, który leżał na talerzu. W jego pracowni znajdował się niedokończony obraz przedstawiający hiszpańskie skały, morze i uschłe drzewo. Dalí wiedział, że ten obraz wymaga dokończenia, że atmosfera obrazu będzie dobrym tłem dla czegoś. W pewnym momencie zobaczył dwa miękkie zegarki wiszące na gałęziach drzewa. Dokończył obraz i w ten sposób powstało jedno z najbardziej znanych dzieł na świecie.
W 2008 roku odlew rzeźby „Profil czasu” wykonanej na podstawie obrazu „Trwałość pamięci” został z inicjatywy Leszka Czarneckiego zakupiony za prawie 3 miliony dolarów przez spółkę LC Corp i umieszczony w Arkadach Wrocławskich we Wrocławiu. W 2012 roku rzeźbę przeniesiono przed główne wejście galerii handlowej najwyższego wówczas budynku mieszkalnego w Polsce – Sky Tower.
Życie emocjonalne i fascynacje Salvadora Dalego wymykają się prostym klasyfikacjom. W kontekście tym wymieniana jest przyjaźń artysty z Federikiem García Lorcą, któremu pozwalał adorować się namiętnymi wierszami. Przyjaźń ta zakończona została przez Lorcę po ukazaniu się Psa andaluzyjskiego, który poeta odebrał jako osobisty atak na jego osobę, a do którego to filmu Dalí napisał scenariusz wspólnie z Luisem Buñuelem. Wątki homoseksualne w biografii artysty podejmują m.in. poświęcone mu filmy biograficzne: Dalí & I: The Surreal Story oraz Little Ashes.
W 2015 roku na deskach Teatru BARAKAH powstał spektakl pt. Dali, będący wydarzeniem „z pogranicza spektaklu i performance’u”, które było inspirowane postacią Salvadora Dalego.

## Upamiętnienie
Na jego cześć w 2015 roku nazwano jeden z kontenerowców greckiej firmy żeglugowej Grace Ocean, pływającej pod Singapurską banderą, MS Dali. W 2024 roku statek ten spowodował zawalenie się mostu Francis Scott Key w Baltimore.

## Odznaczenia
- 1964: Krzyż Wielki Orderu Izabeli Katolickiej[17]
- 1981: Krzyż Wielki Orderu Karola III[18]